# Sérgio Mota
Sérgio Mota Mello noto solo come Sérgio Mota (São José dos Campos, 16 novembre 1989) è un calciatore brasiliano, centrocampista svincolato.

## Palmarès

### Club

#### Competizioni nazionali
- Campionato brasiliano: 2

San Paolo: 2007, 2008